# Lajos Ady
Lajos Ady (n. 29 ianuarie 1881, Érmindszent, d. 18 aprilie 1940, Budapesta) a fost un scriitor, istoric literar, pedagog maghiar, fratele mai mic al poetului Endre Ady.